# Motorcity (bande dessinée)
Motorcity est un album de bande dessinée de Sylvain Runberg et Philippe Berthet, publié en 2017 chez Dargaud.

## Synopsis
Lisa Forsberg revient dans sa ville natale de Linköping, en Suède, après des études à l'école de police de Stockholm, pour intégrer le commissariat de police de la ville. Sa première mission est d'enquêter sur la disparition d'Anton Wiger. Pour cela, elle va devoir s'immerger dans le milieu du raggare, un mouvement né en Suède au lendemain de la Seconde Guerre mondiale réunissant, le temps de fêtes bien arrosées, des fanatiques de vieilles voitures américaines, rockabilly, tatouages et drapeaux sudistes, un milieu qu'elle fréquentait quand elle était jeune et dans lequel elle n'a pas que des amis.

## Historique
Motorcity est le troisième album paru dans la collection « Ligne noire » créée par Dargaud pour accueillir les polars de Philippe Berthet réalisés en one-shot avec des scénaristes différents, après Perico et Le Crime qui est le tien.
Philippe Berthet collabore pour la première fois avec Sylvain Runberg. Le scénariste connaît bien la Suède pour y vivre une partie de l'année. Il connaît parfaitement le genre du polar nordique puisqu'il a déjà écrit le scénario des séries Le Chant des Runes et Millenium Saga qui imagine une suite aux romans de Stieg Larsson, Millenium, dont il avait déjà assuré l'adaptation en bande dessinée,.
Ce sont Philippe Berthet et Yves Schlirf, directeur éditorial chez Dargaud, qui ont sollicité Sylvain Runberg, lequel a accepté immédiatement, se déclarant amateur du travail de Berthet depuis longtemps.
C'est donc tout naturellement que Sylvain Runberg a proposé à Philippe Berthet un récit policier situé en Suède, ce que celui-ci a immédiatement accepté, se déclarant intéressé à mettre en images le style de récit, le ton et l'ambiance particulière des romans nordiques et appréciant l'idée de ce personnage qui revient dans sa ville natale en redécouvrant son passé au fur et à mesure du récit.

## Analyse
Sylvain Runberg choisit comme arrière-plan de son récit policier le monde très particulier, et peu connu en France, du raggare, une sous-culture suédoise dont les participants vouent un culte à l'Amérique des années 1950 et 1960, ou du moins à l'idée que l'on s'en fait dans la pop culture, aux belles « américaines » et au rock'n'roll.
Les membres du mouvement raggare (ce qui en suédois signifie « graisseux » en référence à la gomina dont les garçons s'enduisaient les cheveux dans les années 1950 - « grease » en anglais, mot rendu célèbre par le film homonyme), issus plutôt des milieux ruraux et populaires, persistent à avoir mauvaise réputation (alcool, violence, bagarre), notamment à cause de leur emploi du drapeau sudiste, symbole esclavagiste mais pour eux uniquement symbole de rébellion, même si leurs manifestations sont aujourd'hui plutôt calmes et familiales, s'agissant surtout de virées entre amis, en habits d'époque, dans des voitures américaines de l’époque, restaurées et customisées, à écouter du rock'n'roll. Ce milieu étant typique de la Suède, et inconnu au-delà de ses frontières, Sylvain Runberg, qui  avait depuis quelque temps l’envie d’écrire une histoire autour du raggare, a profité de l'occasion pour écrire un récit qui se passerait en partie dans ce milieu là, dès lors que, pour lui, un polar, au-delà de l’enquête, c’est aussi un genre qui porte à s’interroger sur nos sociétés, à travers les personnages, à en étudier certaines facettes, ce que permettait le raggare, estimant en outre que Philippe Berthet, qui avait abordé la culture américaine des années 1950 et 1960 dans beaucoup de ses albums précédents, était le mieux placé pour mettre tout cela en images.
Philippe Berthet utilise son graphisme ligne claire pour mettre en scène des personnages à l’apparence lisse, mais qui se révèlent être démoniaques à l’intérieur, créant ainsi une ambiguïté malsaine qui colle spécifiquement au polar. Bien que Sylvain Runberg séquence le scénario par page et en cases, le dessinateur se charge de l’agencement des cases sur la planche, telle qu'il imagine la scène, se préoccupant des questions du cadrage de chaque case comme du rendu final de la planche, à la fois lisible et homogène, afin de reproduire le film qui s’est déroulé dans sa tête lorsqu'il a lu le scénario. Sylvain Runberg lui ayant laissé beaucoup de liberté dans la mise en scène, Philippe Berthet a consacré beaucoup de temps au découpage.
C'est une nouvelle fois Dominique David, l'épouse de Philippe Berthet, qui réalise les couleurs de l'album. Après avoir travaillé à l'ordinateur, elle est revenue à une mise en couleur traditionnelle, sur tirage papier aquarelle, méthode qu'elle estime plus gratifiante et permettant une plus grande créativité.
L'accueil de l'album a été partagé. Certains y ont vu « un polar comme on les aime, dont la tension dramatique invite le lecteur à ne pas lâcher l’album avant d’en avoir découvert la conclusion », « un bon polar, qui ne vous laissera pas de marbre », « une belle histoire, un beau graphisme dans un bel album », un « impeccable polar, au dessin à la clarté inversement proportionnelle à la noirceur de l'intrigue », d'autres on regretté « un album honnête, mais à qui il manque un quelque chose pour nous tenir en haleine jusqu'à la dernière page », où « la rencontre entre un scénario sordide, un milieu pas très classieux et ce dessin si élégant ne fonctionne pas totalement. (...) Motorcity se lit donc sans déplaisir, comme un polar standard et efficace, mais laisse tout de même une impression de rendez-vous manqué ».

## Publication
- Édition originale : Dargaud, collection « Ligne Noire », janvier 2017[13].
- Tirage de Tête : Khani Éditions, tirage limité à 200 exemplaires numérotés et signés par Philippe Berthet[14].